# Bøsdalafossur
A Bøsdalafossur egy vízesés Feröeren, Vágar szigetén. A Sørvágsvatn déli végénél, Úti í Oyrumnál található, ahol a tóból kifolyó Bøsdalaá vizét vezeti le az Atlanti-óceánba. Magassága mintegy 35 méter.